# غزل الطرف المفتوح
الطرف المفتوح هو تقنية لغزل خيوط بدون استخدام مغزل، اخترعت وطورت في تشيكوسلوفاكيا في معهد بحوث القطن (بالتشيكية: Výzkumný ústav bavlnářský)‏ في أوستي ناد أورليسي في عام 1963.

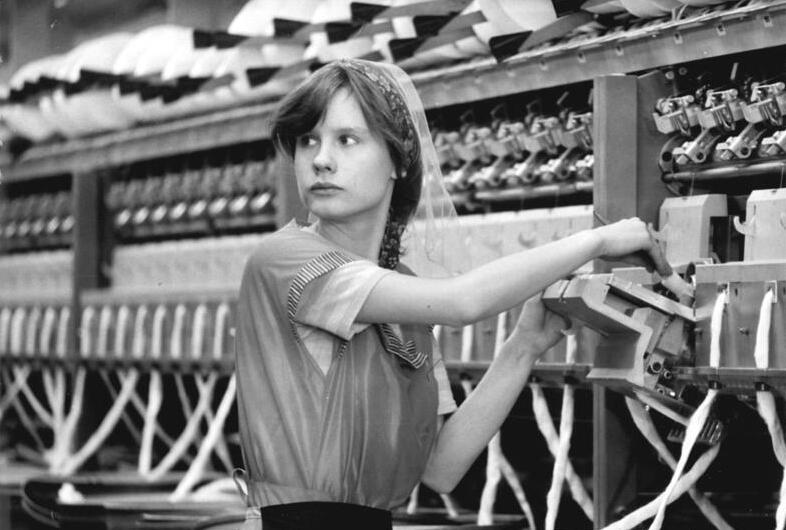
عاملة غزل تنظف صندوق الدوران، وهو الجزء الذي يحتوي على الدوار Rotor، الذي يسمح يتقسيم الفتلة وتحويلها باستمرار إلى خيط

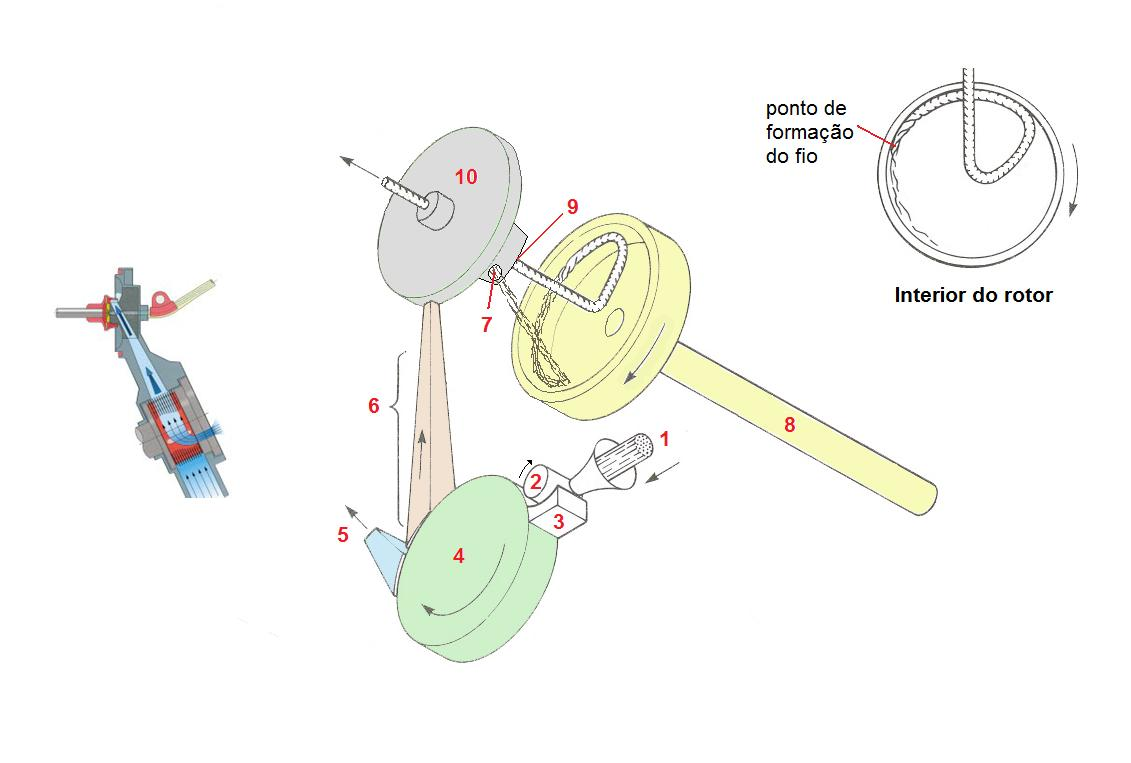
مبدأ عمل غزل الطرف المفتوح

## الطريقة
تعرف هذه التقنية أيضًا باسم الدوران الغزير (بالإنجليزية: Break Spinning)‏ أو الغزل الدوراني (بالإنجليزية: Rotor Spinning)‏، أو الغزل التوربيني، وتشبه في المبدأ دوران مجفف ملابس ممتلئ بالملاءات: إذا تمكنت من فتح الباب وسحب ملاءة، فسوف تدور وتلتفّ أثناء سحبها إلى لخارج. تذهب الفتلة من آلة الفتح مباشرة إلى الدوّار دون المرور بمرحلة البرم الأولي المعتادة في الغزل الحلقي، وتعزل في خيوط وتخرج ملفوفة على بكرة وجاهزة للانتقال إلى الخطوة التالية.
سميت تقنية الطرف المفتوح بهذا الاسم لأن طرف فتيلة الألياف أو «الكرد» (بالإنجليزية: Card)‏ الذي يغذي الآلة يُسحب ويفتّح إلى درجة ألياف منفردة، ثم تكثيفها على أجناب الوحدة المتحركة دائريا (الدوار، الروتور)، وبذلك يتكون الخيط من طرف واحد، أي أن غزل الطرف المفتوح يتم كالتالي:
- تفتيح شرائط الألياف (الفتائل) الواردة إلى الآلة بأمشاط التفتيح حتى تصل إلى درجة شعيرات منفردة
- انتقال الشعيرات بواسطة السحب بالهواء بعد تفتيحها إلى غرفة الغزل (الدوار، الروتور)
- تكثيف الألياف على سطح الدوّار حتى يبلغ الخيط السُمك المطلوب (أرقام الخيوط)، وبدورانه تعطى اللألياف درجات البرم الازمة، وتؤدي عمليتا السحب الهوائي والتدوير إلى خفض سمك الفتيلة إلى بنسبة تقارب 1/400.
- لفّ الخيط الناتج على بكرات خاصة

بفضل هذه العملية يستغنى كذلك عن عملية التدوير أي نقل الخيط من مواسير الغزل إلى البكرات كما هو الحال في الغزل الحلقي، وتخفص هذه التقنية عدد العاملين إلى ثلث العدد المطلوب في الغزل الحلقي، وهي أكثر إنتاجية بسرعات دورانها التي تبلغ اليوم الـ 180,000 دورة في الدقيقة. إن تصميم الدوار هو مفتاح تشغيل تقنية الغزل هذه، وقد يتطلب كل نوع من الألياف تصميم دوار مختلفا للحصول على الجودة وطاقة الإنتاج الأمثل.
استعملت أول آلات غزل الطرف المفتوح لأول مرة المملكة المتحدة في العام 1967 لدى شركة كورتولدس [الإنجليزية] التي ركّبتها في معامل مابل ميلز في أولدهام بسرية تامة.

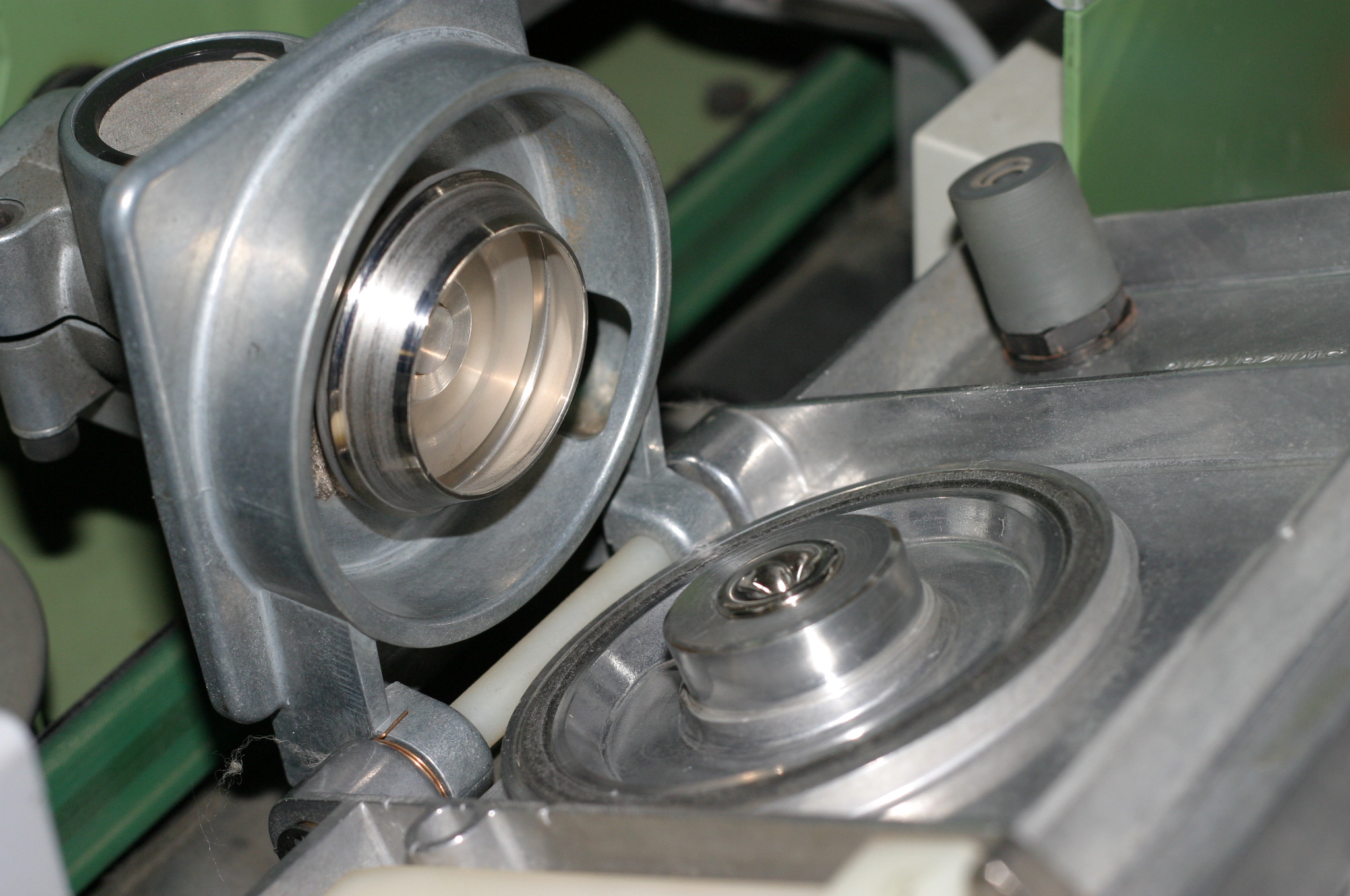
دوّار غزل الطرف المفتوح

## خصائص الخيوط
من عيوب غزل الطرف المفتوح محدوديته على أرقام الخيوط الغليظة نسبيا. من الممكن تقنيًا تحقيق درجة نعومة إلى 68sNe، ولكن المربح اقتصاديا هو إنتاج خيوط حتى الرقم 34sNe.
كما تحتوي بنية الخيط نفسها التي تحتوي على ألياف أقل توازيًا مقارنة بخيوط الغزل الحلقي، وبالتالي فإن الأقمشة المصنوعة من خيوط الطرف المفتوح تكون بالمقارنة مع خيوط الغزل الحلقي أخشن، وأقل متانة، وأكثر قابلية للالتفاف (بسبب الالتواء العالي بنسبة تصل إلى 20٪)، وتعطي مظهرا باهتا في الأقمشة والملابس المحبوكة.
أما إيجابياتها فكونها أشد مقاومة للحتّ، وأقل ميلا للتشعّر، وذات تجانس أفضل وانجذاب أعلى للأصباغ.

## تاريخ
هناك طلب عالمي كبير ومتزايد الألياف المغزولة التي تستخدم في صناعة النسيج. يعتبر تحويل الألياف الخام إلى خيوط عملية معقدة ويتنافس عدد من المصنّعين على توفير آلات الغزل الضرورية لتلبية الطلب من خلال رفع في إنتاجية الآلة وتحسينات إضافية في جودة غزلها. وعلى مدى القرون الثلاثة الماضية تحسنت تقنيات الغزل بصورة مستمرة من خلال الآلاف من الابتكارات الصغيرة والتطورات الكبيرة العرضية التي أدت بشكل جماعي إلى رفع الجودة وخفض تكلفة إنتاج الغزل إلى حد كبير. ومع الاعتراف بمحدودية إمكانات تطوير تقنية الغزل الحلقي بما يحقق هذه المتطلبات، توجه الباحثون إلى تطوير تقنيات غزل جديدة.
في تشيكوسلوفاكيا، حقق موظفو معهد أبحاث القطن في أوستي ناد أورليتشي تقدمًا معينًا في مجال الغزل «بلا مغزل» الذي طوّر بالتعاون مع شركة كوفوستاف المحلية نموذجا أوليا لآلة صالحة للإنتاج المتسلسل، وفي عام 1967 بدأ إنتاج أول وحدات غزل طرف مفتوح في العالم.
تقلص مع الوقت عدد الشركات المصنعة القادرة المنافسة بنجاح، مع زيادة تعقيد آلات الغزل التقني، ومع ذلك ما زالت هناك عدة شركات متخصصة تخدم السوق العالمي وتواصل اتباع طرق مبتكرة لزيادة إنتاجية الغزل وجودته.

### مراحل تطور غزل الطرف المفتوح
1937: طور بيرتيلسن آلة غزل طرف مفتوح مفتوحة مثالية تقريبا
1965: عرضت آلة الغزل الدوارة التشيكية KS200 بسرعة 30.000 دورة في الدقيقة
1967: عرضت الآلات بي دي 200 المحسنة وريتر جي 5 /1 لتكون أول آلات غزل طرف مفتوح قيد الإنتاج
1971-1975: كانت هناك زيادة كبيرة في تصنيع الآلات وتحديثها وتحسينها، وأطلقت نسخة من الآلات ذات سرعة تبلغ 100.000 دورة في الدقيقة.
1975: عرضت أول آلة أوتوماتيكية من شركة سوسين مجهزة بمعاملات آلية (بالإنجليزية: Spincat)‏ و(بالإنجليزية: Cleancat)‏، والتي تعد اختراقا صناعيا في تقنية غزل الطرف المفتوح
1977: ظهور شركة شلافهورست على الساحة مع آلات أوتوكورو (بالإنجليزية: Autocoro)‏ التي والتي تركت بصمة واضحة في السوق
2013: وصلت سرعات الدوار في عام 2013 إلى 170000 في الدقيقة، أي حوالي ثمانية أضعاف سرعة آلات المغزل الحلقي القصوى
في العقد الثاني من القرن الحادي والعشرين كان هناك 8 ملايين وحدة غزل طرف مفتوح تعمل في جميع أنحاء العالم، أنتجت في العام 2011 على سبيل المثال 12.7 مليون طنا من الخيوط بسمك 15sNe. وفي عام 2019 بيعت 563.000 قطعة دوّار جديدة.

## التطور التقني في آلات غزل الطرف المفتوح

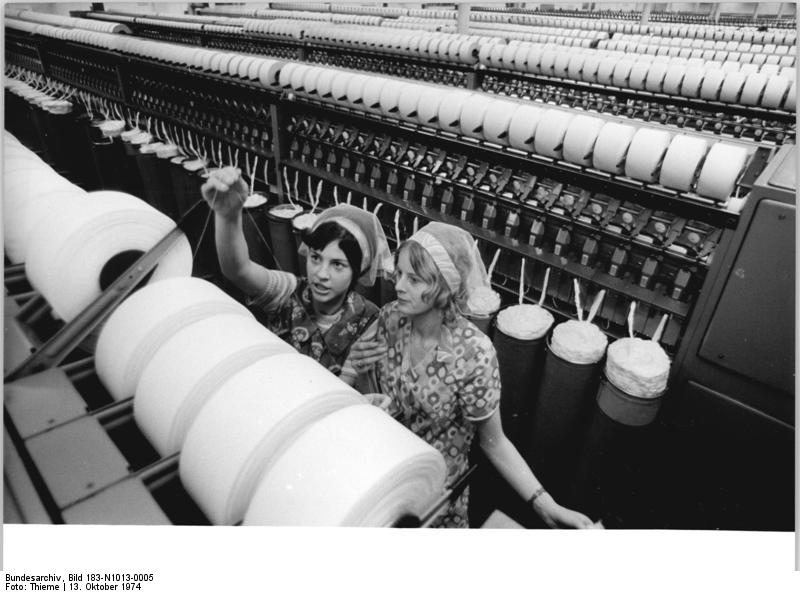
وحدة غزل طرف مفتوح في معمل غزل ونسيج تجريبي في ألمانيا الشرقية - 1974

### متطلبات تقنية
- إنتاجية أعلى: هذا معيار رئيسي، حيث أن الإنتاجية تقلل من تكلفة التصنيع. تفتخر آلات المعدات الأصلية الموجودة الآن في السوق بجملة من الاحتياجات الأساسية مثل امتداد أطول للآلة، وسرعات أعلى، وقدرة قادرة على معالجة الألياف الخشنة، وتغيرات أقل في سمك الخيوط، سهولة الوصول إلى الأجزاء (وقت تعطل أقل عند التنظيف)، مدة إنتاج أطول بين جداول التنظيف، وأدوات التحكم المحوسبة من أجل ستهلاك أقل للطاقة ووقت تعطل أقل وإنشاء تقارير إنتاج كاملة، وهذه مواضيع تطوير دائم للآلات.
- اسطوانات توريد ذات بسعة أكبر(حتى 18 بوصة): في البدايات جهّزت الآلات الكبيرة بمسافات أقل بين الدوارات (مقياس الآلة)، و أدى ذلك استعمال اسطوانات صغيرة جدًا تفرغ بسرعة ويتوجب استبدالها بوتيرة عالية.  تتيح جميع الشركات المصنعة الكبرى حاليًا استعمال اسطوانات توريد بقطر يصل إلى 18 بوصة مما يؤدي إلى تقليل الانقطاع وتقليل وصلات الخيوط، وبالتالي إلى جودة أفضل وإنتاجية أعلى. تستخدم اليوم علب مستطيلة بدلا من الأسطوانات الدائرية لأنها تضاعف كمية الفتلات لنفس النوعية.
- بكرات خيوط أكبر (من 4 إلى 5 كلغ): مع تصاعد طافات الإنتاج النسجية استمر حجم بكرة الخيوط المفضل بالتصاعد، لأنه يقلل من تكرار تغيير الأنابيب ويقلل بالتالي يقلل من وقت التوقف. تزن بكرات الخيوط اليوم 4 إلى 5 كيلوغرامات في العادة، في حين تقدم الآلة سافيو سوبر سبينر 3000 (بالإنجليزية: Savio Super Spinner 3000)‏ أكبر وزن للبكرات ويبلغ الـ6 كيلوغرام.
- استهلاك طاقة أقل: يؤدي استخدام المحركات الفردية وأدوات التحكم الإلكترونية لكل من محركات أقراص الآلة المختلفة إلى ترشيد الطاقة وتقليل أوقات التوقف عن العمل.
- أتمتة: تحتاج جميع آلات الغزل، الحلقي أو المفتوح، إلى ربط الخيوط لإصلاح الفواصل أو بدء تشغيل علب فتلات جديدة. كان وصل الخيوط تاريخيا نشاطًا كثيف العمالة ومصدرًا لعيوب الجودة، أما اليوم فتعمل وحدات وصل آلية على أتمتة هذه العملية، وتقدم الشركات الرائدة في السوق مثل ريتر وشلافهورست وسافيو آلات فيها موصلات ومزيحات آلية ذات نوعية جيدة. تؤدي هذه الأتمتة إلى تقليل تكاليف مناولة المواد وتساعد على تحسين جودة المنتج النهائي.
- مرونة في تغيير خصائص الغزل: يقدم صانعو الآلات اليوم آلات يمكن برمجتها لإنتاج أنواع مختلفة من الخيوط. تؤدي القدرة على تغيير الإنتاج بسرعة إلى المرونة في خدمة أسواق متعددة. يجب أن تكون وحدة الغزل المعاصرة قادرة على إنتاج خيوط لمجموعة من المنتجات المختلفة: الجينز، والحياكة، والمناشف، والأقمشة المهيكلة، وأقمشة البناء، ومنتجات أخرى متنوعة مثل الخيوط المركبة والمبرومة.
- تغطية مدى سُمك خيوط واسع: تحتاج الآلات إلى أن تكون قابلة للبرمجة بسهولة لغزل الخيوط من 4sNe إلى 60sNe، ة تتيح هذه القدرة لآلة واحدة إنتاج خيوط تلبي متطبات الزبائن المختلفة.

### مزايا
- اختفاء إطار الحركة الموحد الموجود في الغزل الحلقي
- في ظل ظروف معينة من المكن إزالة إطار السحب الثاني
- في بعض الحالات، مع استخدام أداة تلقيم الفتلات الآلية، من الممكن الاستغناء عن ممر إطار السحب.
- إمداد أكبر من علب الفتلات وبكرات خيوط أكبر حجما للنسيج.
- الاستغناء عن إعادة لف البكرات.
- تكلفة أقل للعمالة والطاقة لكل كيلوغرام من الغزل .
- إنتاجية أعلى تقريبًا: 7 مرات في حالة الخيوط ذات سمك 10sNe، وكفاءة عالية.
- تحقيق إمكانية وحدة الإنتاج المؤتمتة تماما.

### سلبيات
- يقتصر فقط على أعداد الخيوط السميكة.
- تكلفة استثمار عالية.
- الاستخدام مقيد بالحالات التي لا تستدعي متانة خيوط عالية
- صعوبة في إعادة تدوير نفايات الخلط، مما يؤدي إلى زيادة تكلفة الخلط.
- تآكل الدوارات وبكرات التمشيط والسُرّات يكون مرتفعًا جدًا عند استخدام قطن ذات نسبة نفايات مرتفعة مما يؤدي إلى تكلفة استبدال باهظة.

## الألياف الممكن غزلها
من الممكن معالجة القطن والألياف الاصطناعية بطول 10-60 مم ودقة تصل إلى 3.3 ديسي تيكس، بالإضافة إلى النفايات الليفية.
- الكتان
- القطن
- خليط البوليستر والقطن
- الليوسل 100٪
- البوليستر 100٪
- مزيج بوليستر / قطن / كتان / فيسكوز
- ألياف مصبوغة
- أكريليك / رايون
- البوليستر المكرر ومخلوطاته

لا يزال الصوف والألياف المشابهة يغزل بصورة تجريبية وبكميات محدودة.